# Gustaf Kilman
Gustaf Olof Falhem Kilman (Ytterby, Kungälv, Västra Götaland, 9 de juliol de 1882 - 21 de febrer de 1946) va ser un oficial de l'exèrcit, i genet suec que va competir a la primeria del segle xx.
El 1912 va participar en els Jocs Olímpics d'Estocolm, on va guanyar la medalla d'or en la prova de salts d'obstacles per equips del programa d'hípica, formant equip amb Gustaf Lewenhaupt, Hans von Rosen i Fredrik Rosencrantz, amb el cavall Gåtan. Vuit anys més tard, als Jocs d'Anvers acabà en quinzena posició del concurs individual de salts.